# Les Adversaires
Ne doit pas être confondu avec Adversaire ou L'Adversaire.
Pour plus de détails, voir Fiche technique et Distribution.
Les Adversaires ou Corps et Âme au Québec est un film américain de Ron Shelton sorti en 1999.

## Synopsis
Deux amis, anciens boxeurs, se retrouvent à Las Vegas et vont devoir combattre l'un contre l'autre.

## Fiche technique
- Titre original : Play It to the Bone
- Titre français : Les Adversaires
- Titre québécois : Corps et Âme
- Réalisation : Ron Shelton
- Scénario : Ron Shelton
- Musique : Alex Wurman
- Sociétés de production : Touchstone Pictures, Play It Inc., Shanghai'd Films
- Sociétés de distribution : Buena Vista Pictures, Universal
- Genre :  Comédie dramatique, road movie
- Durée : 118 minutes
- Dates de sortie :	
  - États-Unis : 25 décembre 1999
  - France : 10 mai 2000

## Distribution
- Antonio Banderas (VF : Bernard Gabay ; VQ : Luis De Cespedes) : : Cesar Dominguez
- Woody Harrelson (VF : Renaud Marx ; VQ : Bernard Fortin) : Vince Boudreau
- Lolita Davidovich (VF : Frederique Tirmont ; VQ : Chantal Baril) : Grace Pasic
- Tom Sizemore (VF : Marc Alfos ; VQ : Jean-Luc Montminy) : Joe Domino
- Lucy Liu (VF : Laëtitia Godès ; VQ : Charlotte Bernard) : Lia
- Robert Wagner (VF : Dominique Paturel ; VQ : Guy Nadon) : Hank Goody
- Richard Masur (VF : Michel Vocoret ; VQ : Hubert Gagnon) : Artie
- Jack Carter (VF : Bernard Tixier) : Dante Solomon
- Henry G. Sanders (VF : Robert Liensol) : l'entraîneur de Cesar
- Darrell Foster (VF : Frantz Confiac) : l'arbître
- Dana Lee (VF : Jim Adhi Limas) : l'homme à la Ferrari
- Aida Turturro : Mad Greek Waitress
- Jennifer Tilly : Ringside Fan
- Willie Garson : Cappie Caplan
- Tom Todoroff : Le croupier
- Kevin Costner : Ringside Fan
- Linnea Quigley : la prostituée qui fait une overdose (non créditée)